# Smithsonia
Smithsonia é um género botânico pertencente à família das orquídeas (Orchidaceae).